# Robert Wampfler
Robert Wampfler (* 10. Januar 1896; † nach 1936) war ein Schweizer Skilangläufer und Olympiateilnehmer.

## Leben
Wampfler nahm an den Olympischen Winterspielen 1928 in St. Moritz für die Schweiz teil und startete am 14. Februar 1928 im Rennen über 50 Kilometer. Er belegte in dem denkwürdigen, von ungewöhnlich hohen Temperaturen von bis zu +8,5 Grad geprägten Rennen den 17. Platz mit einer Zeit von 5:42:40 Stunden.
An diese Leistungen konnte er bei seiner Teilnahme an den Nordischen Skiweltmeisterschaften 1930 am Holmenkollen nicht mehr anknüpfen und belegte dort über 17 Kilometer nur den 79. und über 50 Kilometer den 65. Platz. 
1933 bis 1936 war Wampfler Präsident des Skiklubs Zweisimmen, seines Heimatvereins.